# Mogyoróska
Mogyoróska är en ort (by) i provinsen Borsod-Abaúj-Zemplén i nordöstra Ungern. Orten har 78 invånare (2024), på en yta av 19,17 km². Den ligger cirka 50 kilometer nordost om Miskolc.